# Göncz Árpád városközpont
A Göncz Árpád városközpont Budapest XIII. kerületének forgalmas városrésze a Váci út és a Róbert Károly körút kereszteződésének közvetlen környékén, amelyet Göncz Árpád hajdani köztársasági elnök tiszteletére neveztek el.

## Története
A kerület Vizafogó és Angyalföld városrészei közé ékelődik be. Előbbiről választotta le a Fővárosi Önkormányzat 2016 áprilisában. Határai: Esztergomi út – Róbert Károly körút – 25828/19. hrsz. közterület (kis park Göncz Árpád szobrával) – Váci út – Petneházy utca – Teve utca – Róbert Károly körút – Váci út – Árbóc utca. A névadó ünnepséget 2016. szeptember 27-én rendezték, ekkor egy emlékkövet és a városrészt jelölő táblát helyeztek el az Árpád hídi metróállomás észak-pesti oldalán (a 25828/19. hr.számú kis parkban, az aluljáró kijáratához közel).
2016 nyarán a kerület pályázatot hirdetett közterület-alakítási és képzőművészeti fejlesztésre, a Róbert Károly körút melletti park (Váci út és Esztergomi út közötti rész) mintegy 9000 m²-es területére. 2018 őszén Göncz Árpád szobrának avatásával átadták a megújított parkot (a Nézőpont elnevezésű egész alakos portrészobor Erős Apolka szobrászművész alkotása).

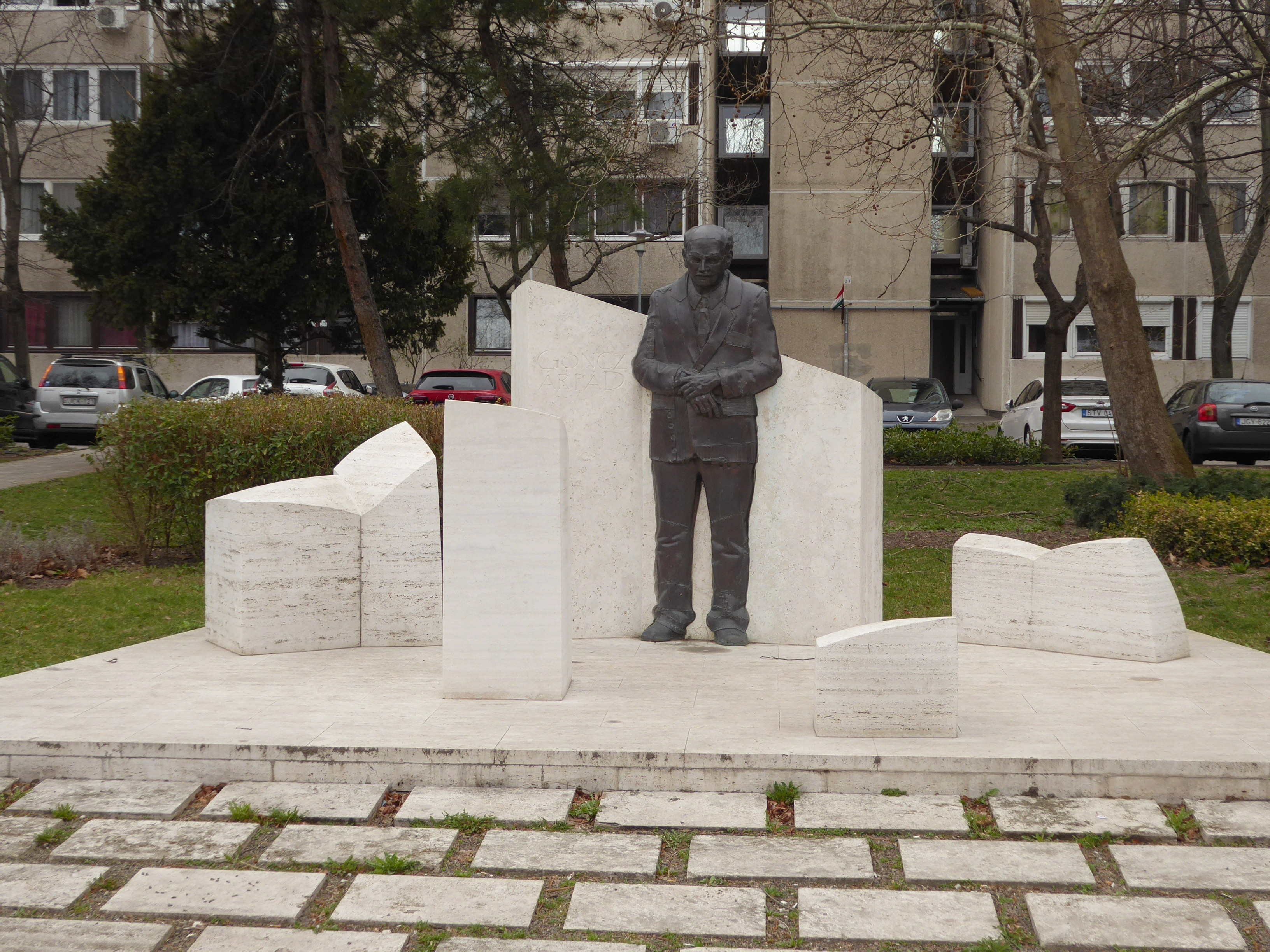
Göncz Árpád szobra

## Részei
Az új központba sorolt középületek:
- az elbontott Árpád híd autóbusz-állomás telke, és a helyén felépült Agora Budapest irodaház csoport
- József Attila Színház
- Országos Rendőr-főkapitányság épülete (Rendőrpalota)
- Nyugdíjfolyósító Igazgatóság tornya
- Nemzeti Egészségbiztosítási Alapkezelő
- Magyar Államkincstár Budapesti és Pest Megyei Igazgatóság Állampénztári Iroda
- Göncz Árpád szobra (2018. október 5-től Erős Apolka alkotása[8]) és körülötte a kis park (25828/19. hr.számú közterület[2])

A városrészhez nem tartozik lakóövezet.

## Neve a BKK vonalain
Bár az M3-as metróvonal felújítása során tervezték, hogy az Árpád híd metróállomás már az új névvel fog szerepelni az észak-pesti szakasz átadásakor, a BKK Zrt. 2019. március 30-án mégis a régi névvel helyezte üzembe az állomást, mert a Tarlós István főpolgármester által vezetett főváros a Fidesz nyomására visszakozott. Az új állomásnevet a BKK járatain a Karácsony Gergely vezette főváros 2020. február 1-jétől léptette életbe.